# Kaplica Zaśnięcia Bogurodzicy w Nowicy
Kaplica Zaśnięcia Bogurodzicy w Nowicy – kaplica greckokatolicka, wzniesiona w 1889 w Nowicy.
Od 1967 kaplica użytkowana przez greckokatolicką Parafię św. Paraskewy w Nowicy.
Obiekt wpisano w 1993 do rejestru zabytków.

## Galeria

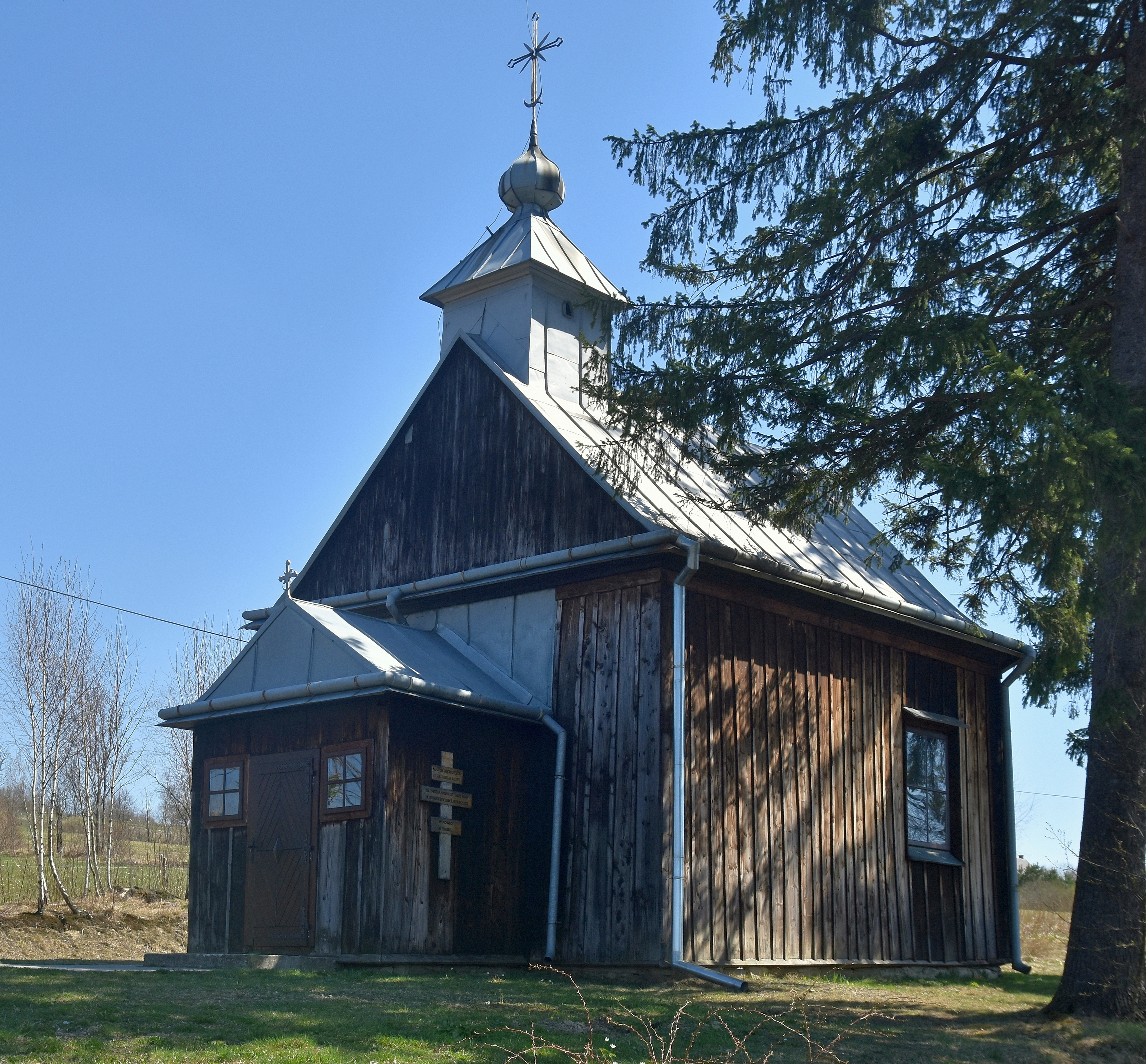
Elewacja frontowa
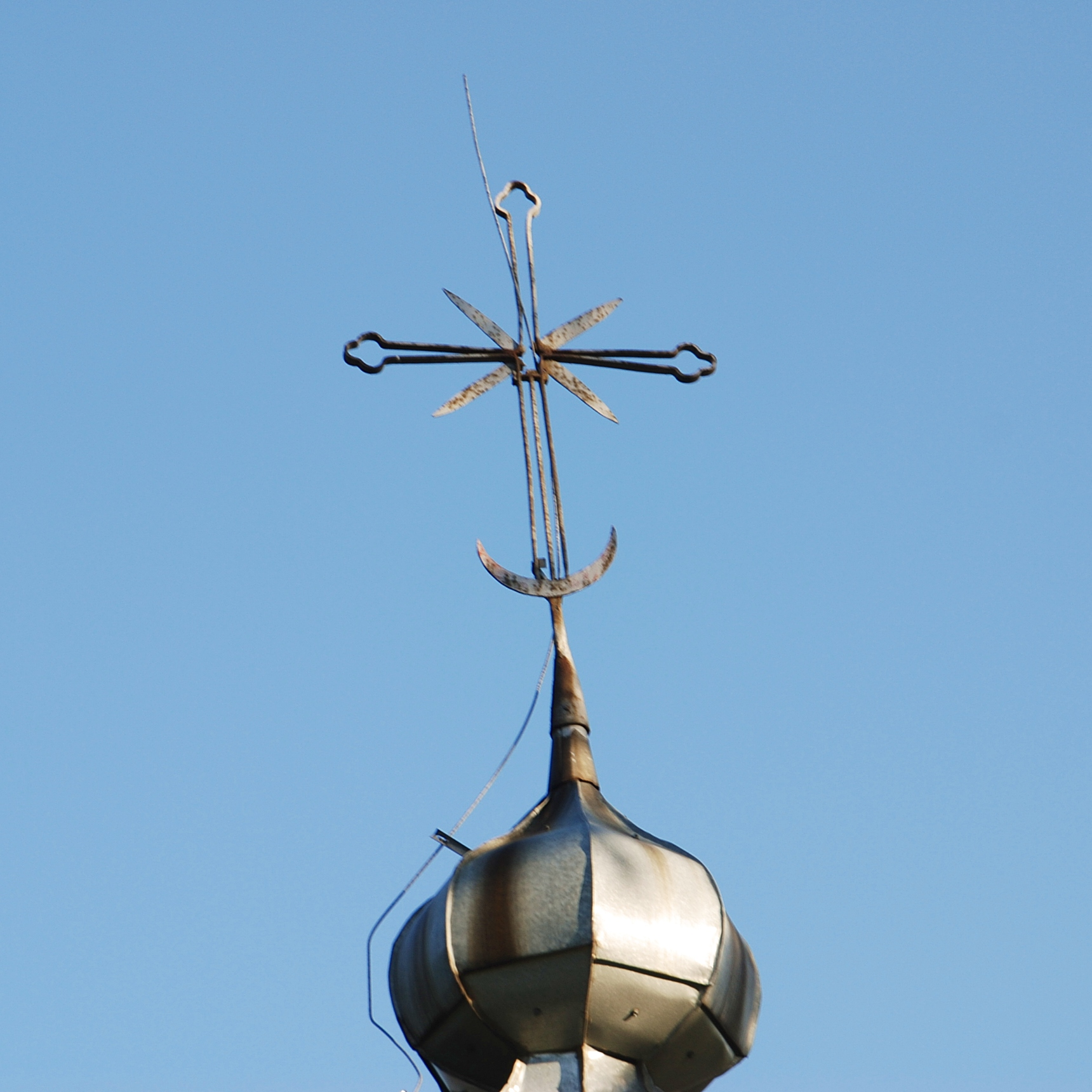
Zwieńczenie
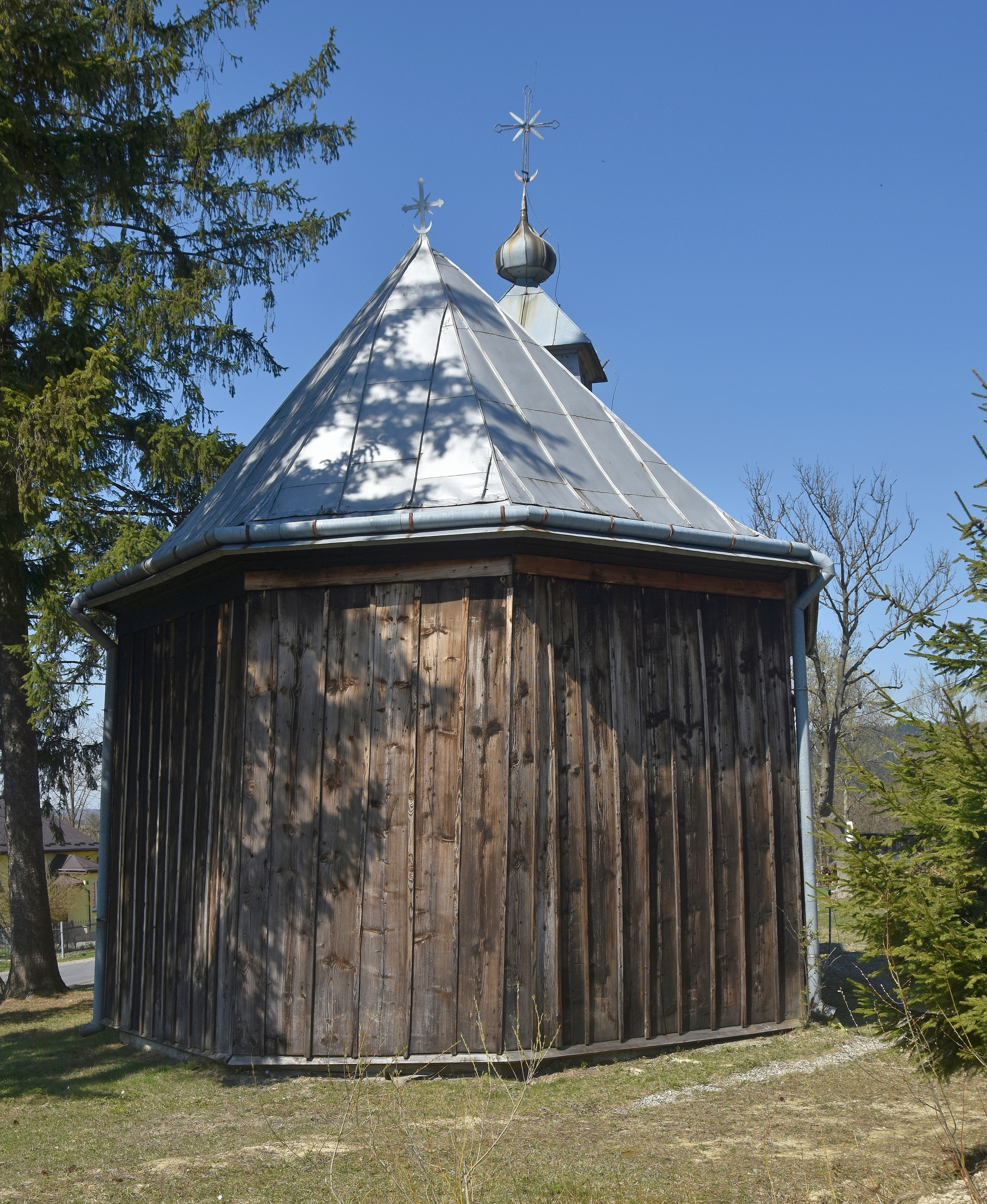
Elewacja tylna